# 租稅協定
租稅協定（英語：Avoidance of Double Taxation Agreement），又稱徵稅協定或避免雙重課稅協定，是指跨國交易時，避免在兩個國家或地區被雙重課稅，或是減少雙重課稅的額度。
大多數的已開發國家會比開發中國家簽訂更多租稅協定。像是英国與超過110國家簽訂租稅協定，而美國與56個國家簽訂（2007年2月）。在這些國家，仍有未簽訂租稅協定的地區，通常是因為認定對方是避税天堂。

## 與台湾簽訂租稅協定的國家和地區

### 全面性所得稅協定
截至2023年12月，全面性所得稅協定（包含各項所得）：

#### 亞洲
- 印度
- 印度尼西亞
- 以色列
- 日本
- 马来西亚
- 沙烏地阿拉伯
- 新加坡
- 泰國
- 越南

#### 大洋洲
- 基里巴斯
- 新西兰

#### 歐洲
- 奥地利
- 比利时
- 丹麦
- 法國
- 德国
- 匈牙利
- 義大利
- 盧森堡
- 北馬其頓
- 荷蘭
- 波蘭
- 斯洛伐克
- 瑞典
- 瑞士
- 英国

#### 非洲
- 塞内加尔
- 南非

#### 美洲
- 加拿大
- 巴拉圭

### 海、空或海空國際運輸所得互免所得稅單項協定
截至2016年12月31日為止，海、空或海空國際運輸所得互免所得稅單項協定：

#### 亞洲
- 日本
- 澳門
- 泰國

#### 歐洲
- 歐洲
- 德国
- 盧森堡
- 荷蘭（海運、空運各一個）
- 挪威
- 瑞典

#### 美洲
- 加拿大
- 美国

## 外部連結
- 中国
  - 国家税务总局 （页面存档备份，存于） （简体中文）
- 香港
  - 全面性避免雙重課稅協定 （页面存档备份，存于） （繁體中文）
  - 已簽訂的全面性避免雙重課稅的協定 （页面存档备份，存于） （繁體中文）
- 臺灣
  - 財政部 Ministry of Finance, R.O.C. (Taiwan) - 租稅協定 - 租稅協定 （繁體中文）
  - 財政部 Ministry of Finance, R.O.C. (Taiwan) - 租稅協定 - 我國租稅協定一覽表[永久] （繁體中文）
  - 財政部 Ministry of Finance, R.O.C. (Taiwan) - 租稅協定 - 我國股利、利息及權利金扣繳率(%)一覽表